# ラ・パルカ
ラ・パルカ（La Parka）のリングネームで知られるヘスス・アルフォンソ（Jesus Alfonso Huerta Escoboza、1966年1月4日 - 2020年1月11日）はメキシコのプロレスラー。ソノラ州エルモシージョ出身。
ラ・パルカ（La Parka）は、メキシコの覆面レスラー。骸骨と髑髏をモチーフとしており「骸骨仮面」、「ドクロ仮面」等の異名を持つ。パルカとはスペイン語で「寡黙な者」の意味がある。
ヘスス・アルフォンソは2代目である。初代は「エレア・パーク」。2025年5月にはAAAから3代目がデビューした。

## 来歴
1987年に地元でベロ・セクセイの名でデビュー。
1995年にカリス・ラ・モミアのリングネームでAAAに登場。
1996年11月より初代のAAAの離脱により、初代のギミックとしてラ・パルカ・ジュニアの名で登場。
2001年3月に正式にラ・パルカを名乗る。
2019年10月21日、アレナ・コリセオでおこなわれた試合中、対戦相手ルーシュに対して飛び技トペ・スイシーダーを繰り出した際に鉄製の壁とコンクリート床に頭などを強く打ち付けてしまいモンテレーのOCA病院に搬送される。10月22日にラ・パルカの死亡を示すプレスリリースが関係各所に流されものの、その数時間後に所属団体AAAにより、この情報が誤報、偽の情報であることが特定され発表された。ラ・パルカは上肢、下肢が麻痺したような状態であったが、その後感覚を取り戻しはじめ、この時点では安定した状態。手術は必要なものの回復に向かっており、AAA代表者も事故当初から同行し経過観察を行っていた。
2020年1月11日、AAAがラ・パルカの死亡を公式に発表した。

## 得意技
- パケテ・トタル

飛び付きスモールパッケージホールド
- スプリングボート式ヘッドロック・エルボードロップ

ヘッドロックの体勢からエルボードロップを決める。

## 獲得タイトル
AAA
- パシフィックコーストヘビー級王座
- メキシコナショナルクルーザー級王座
- LAWライトヘビー級王座
- AAA Rey de Reyes （2001年、2003年、2005年、2007年優勝）
- メキシコナショナルタッグチーム王座
- GPCW スーパー-Xモンスター

## その他
- メキシコでは、髑髏と骸骨は不気味なイメージではなく、ユニークなものとして親しまれている。そのためラ・パルカは、ヒールではなくベビーフェイスとして活動している。
- 2010年7月に鈴木健想がVOODOO-MURDERSの一員で全日本プロレスに乱入した際にラ・パルカのマスクを被って乱入した。健想にとってラ・パルカはAAA在籍時の恩人に当たる[1]。